# إديث غروز
إديث غروز (بالإنجليزية: Edith Grosz)‏ هي معلمة موسيقى وعازفة بيانو أمريكية، ولدت في 9 أغسطس 1919 في فيلادلفيا في الولايات المتحدة، وتوفيت في 14 فبراير 2011 في أمستردام في هولندا.

## وصلات خارجية
- إديث غروز على موقع ميوزك برينز (الإنجليزية)